# سلول رنشاو
سلول‌های رنشاو (به انگلیسی: Renshaw cell) نوعی نورون مهاری واقع در ماده خاکستری نخاع هستند.

## کارکرد
سلول‌های رنشاو توسط دو مسیر با نورون حرکتی آلفا مرتبط هستند:
- آنها از محل خروج آکسون نورون آلفا از ریشه حرکتی، یک مسیر تحریک کننده جانبی دریافت می‌کنند و بنابراین از شدت شلیک آن نورون «آگاه می‌شوند».
- آنها یک آکسون مهاری را به سیناپس سلولی نورون آلفا مبدأ (و/یا نورون‌های حرکتی آلفای دیگری مربوط به همان حوزه) حرکتی می‌فرستند.

به این ترتیب، عملکرد سلول رنشاو یک مکانیسم بازخورد منفی را نشان می‌دهد. یک سلول رنشاو ممکن است توسط بیش از یک نورون حرکتی آلفا تأمین شود و نیز ممکن است روی چندین نورون حرکتی سیناپس داشته باشد.